# La Barba

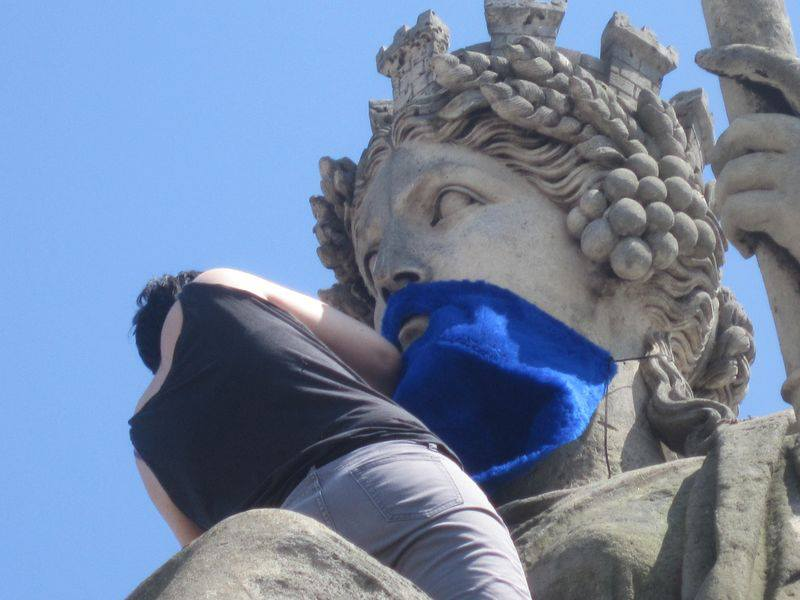
« Mientras Francia esté dirigida por hombres, una barba empujará a las efigies de la República » (grupo de acción feminista La Barba, Fiesta Nacional, París, Plaza de La Nación, julio de 2013, foto La Barba.)

La Barba (en francés: La Barbe) es un grupo de acción feminista fundado en 2008 en Francia. Sus militantes denuncian la ausencia o la baja-representación de las mujeres en instancias de poder económicas, políticas, culturales y mediáticas. 
A la vez herederas del movimiento feminista de los años 1960-1970 y creadoras de una vía nueva, practican un activismo basado en los golpes de efecto y la ironía. Durante sus acciones por sorpresa, vestidas con barbas postizas, felicitan las asambleas de mayoría masculina por su resistencia a la feminización. La elección de sus objetivos recuerda que las mujeres deben poder crear, dirigir, representar: alcanzar finalmente todos los puestos y estatus, en la completa extensión de los escalones y sectores profesionales.

## Historia

### Inicios del grupo

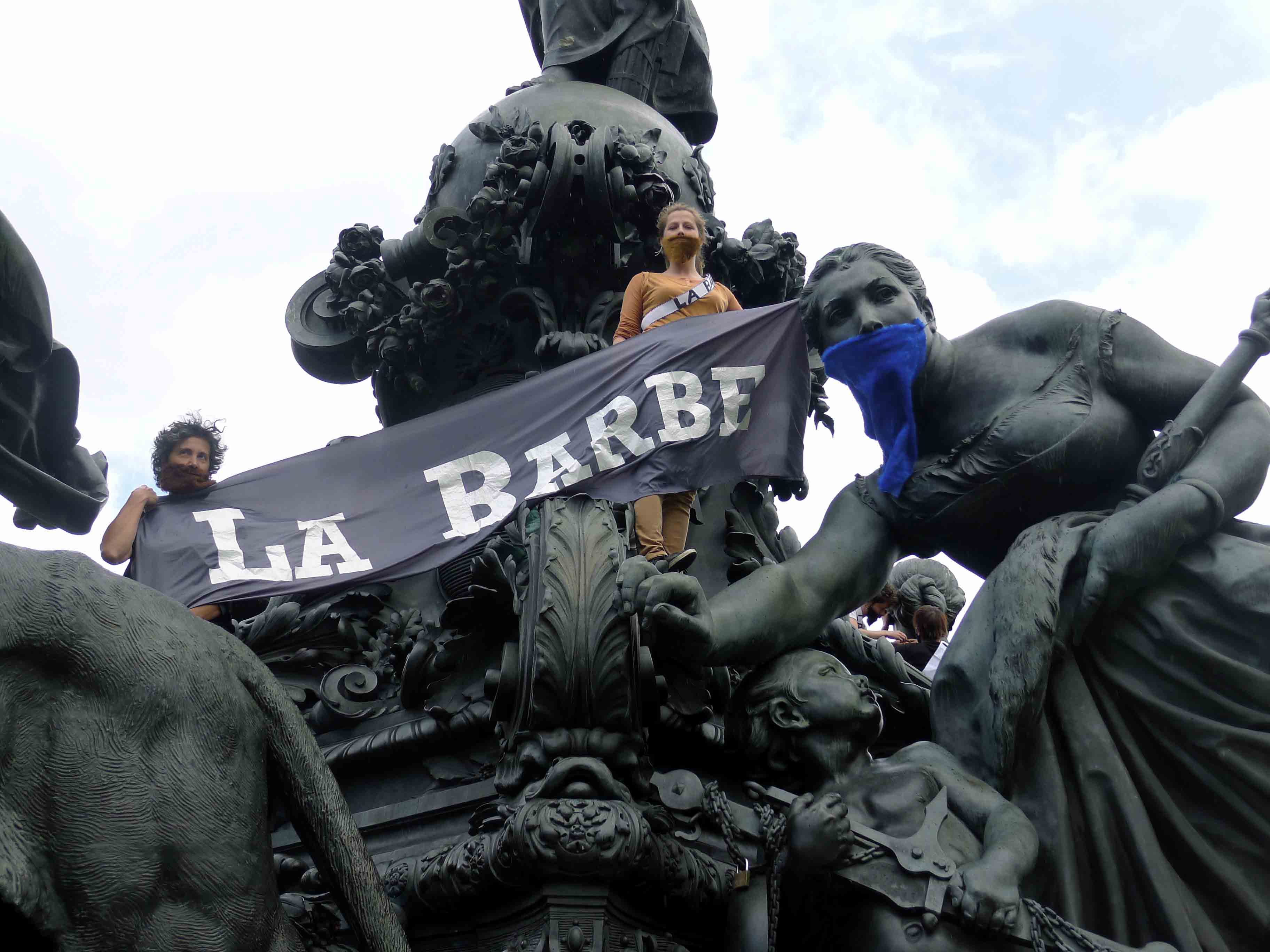
Acción del grupo feminista La Barba, Plaza de la Nación, a París, el 14 de julio de 2012.

El grupo se constituyó durante la campaña de las Elecciones presidenciales francesas de 2007, con personas que militan con Ségolène Royal, impresionadas por las alusiones sexistas sobre la candidata socialista. Se formó en torno a Marie de Cenival, antigua militante de Act Up-París, con mujeres que en su mayoría nunca habían participado en una asociación o en el movimiento feminista. En octubre de 2008, «una veintena de miembros activas, una treintena de simpatizantes», según el diario Liberación, formaban parte del grupo. En marzo de 2010, se calculaba que existían medio centenar de miembros activas. El nombre del grupo se refiere a la barba, como símbolo de la pilosidad masculina, y a la interjección familiar «La barbe ! » que significa «Esto ha durado demasiado tiempo !».
Les primera manifestación pública tiene lugar el 28 de febrero de 2008, durante una sesión dedicada al periodista y escritor Éric Zemmour en París en el Drugstore Publicis. Pero según El Nouvel Observateur, La Barba se forma oficialmente el 8 de marzo de 2008 con ocasión de la Jornada internacional de los derechos de las mujeres. El grupo desfila entonces en París junto a Act Up-París y las Panteras rosas, y pega una barba a una de las estatuas de la Plaza de la República.

### Un contexto de renacimiento del feminismo

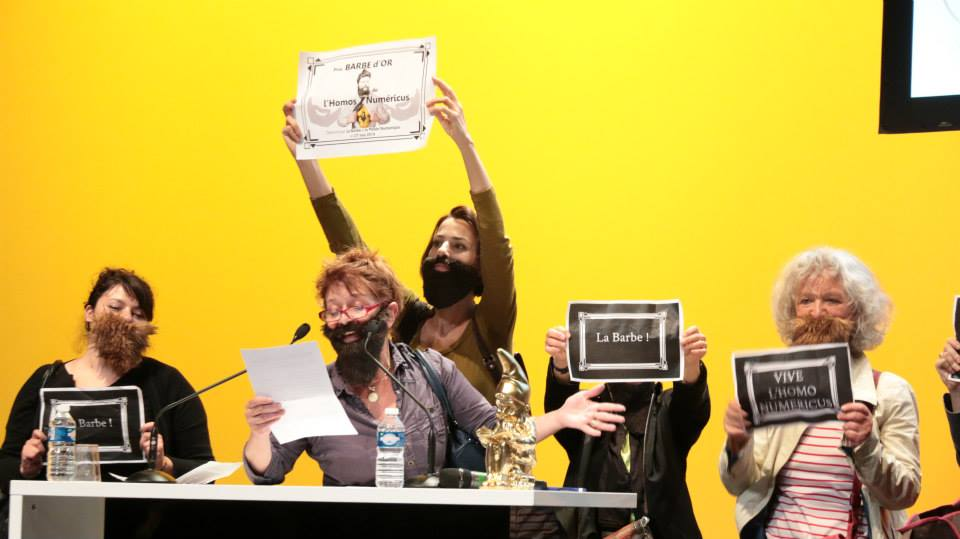
Una acción de La Barba Toulouse: entrega del diploma de la Barba de Oro durante la Mezclada numérica (trofeos de la economía numérica), 28 de mayo de 2014.

El grupo aparece en los años 2000, marcado por una nueva generación de feministas con la creación de las asociaciones Ni putes ni Soumises en 2003 y Osez el féminisme en 2009 o del colectivo Los TumulTueuses en 2010. En la prensa escrita, la creación de la revista Causette en 2009 testimonia igualmente la renovación del feminismo. Para la escritora Joy Sorman, «movimientos como La Barba han sabido hacer evolucionar la imagen de las feministas: estos colectivos atestiguan la renovación del activismo político en las jóvenes generaciones». La Barba forma parte también de un movimiento más amplio de la «risa militante» junto a los colectivos L'Appel et la pioche, Generation précaire, Jeudi noir, Sauvons les riches y los Clowns con a responsabilidades sociales. En el ámbito internacional, el impulso de La Barba acompaña también la emergencia del movimiento de SlutWalk de 2011, en el que las mujeres manifiestan su derecho a vestirse como lo quieren.

## Línea ideológica
La Barba se inscribe en la línea del Movimiento de liberación de las mujeres, que ha celebrado cuarenta años, con las Chiennes de garde y Osez el féminisme, el 26 de agosto de 2008. En una tribuna publicada en Eco89, La Barba menciona uno de los principios del grupo: «Hacer visible y ridícula la ausencia de las mujeres en todos los lugares de poder, político, económico, cultural». El grupo destaca también el texto de la Constitución francesa marcando el principio de la paridad profesional hombre mujer desde el 23 de julio de 2008.
En su manifiesto, La Barba explica haber «decidido de investir barbudos todos los hemiciclos, todas las antesalas, todos los lugares de poder de los hombres». Las militantes desarrollan sus acciones utilizando barbas postizas, un gesto que hace que el grupo sea calificado de «militantismo poco convencional» por el periódico Le Monde o de «forma alternativa de feminismo» por Ouest-France. Socióloga en el Inserm, Natacha Chetcuti evoca así «la puesta en escena pública de su acción» de una generación de feministas que conoce mejor la manera de captar la atención de los medios de comunicación, tal como hace Act Up-París.
Para Marie de Cenival, una de las fundadoras de La Barba, el hecho de llevar una barba positiva en las acciones permite un "efecto espejo". Explica en Mediapart: "Los hombres objetivo se miran entre ellos confundidos, avergonzados de haber sido descubiertos en flagrante delito de no-mixidad". Estas prácticas según L'Express están en la línea del "happening" feminista en la tradición de las Guerrilla Girls estadounidenses. Algunas activistas de las Guerrilla Girls han utilizado máscaras de gorila, al igual que las militantes de La Barba una falsa barba, entre otras cosas con el objetivo de mantenerse en el anonimato.

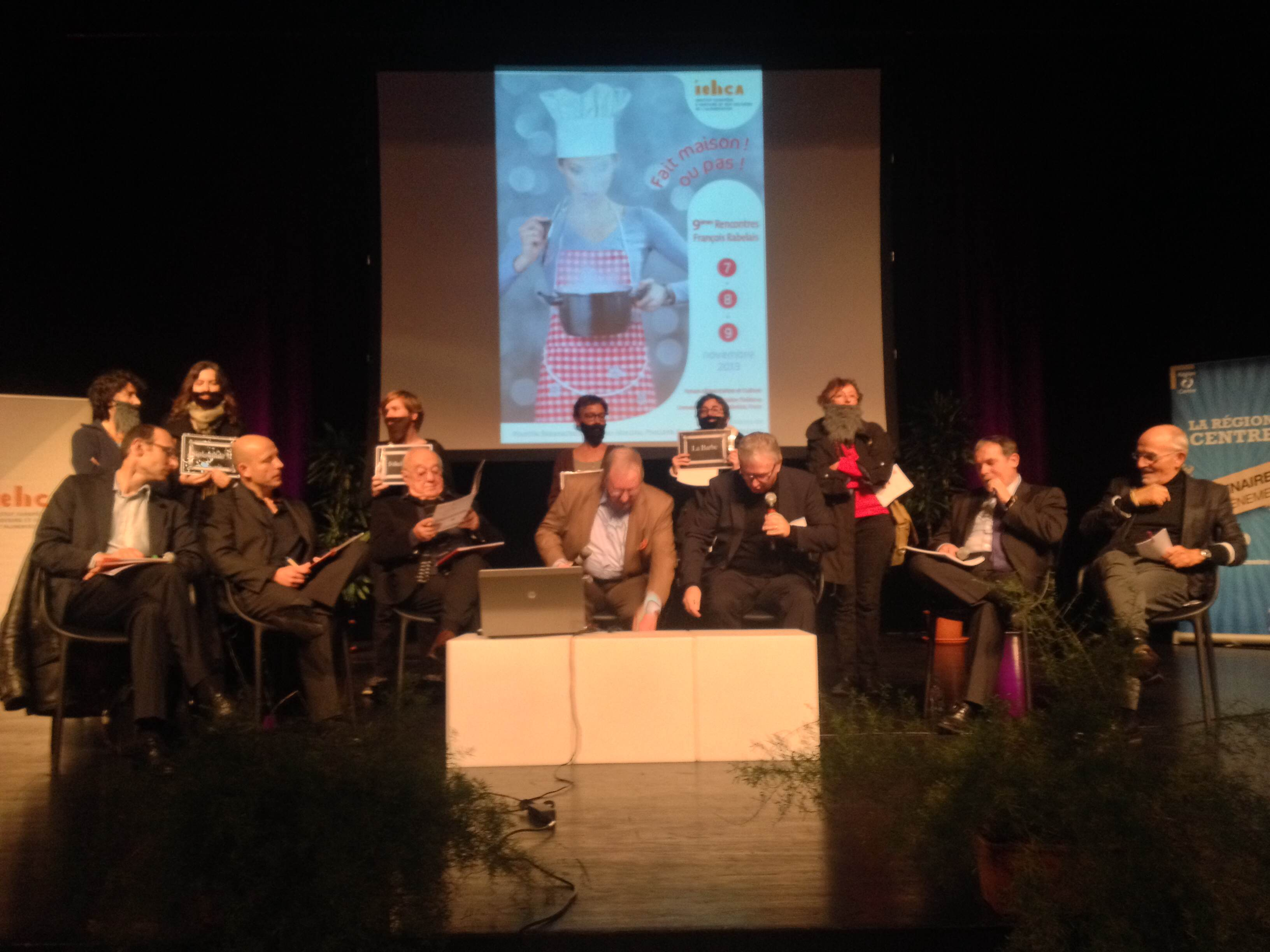
Barba postiza, efecto espejo: La Barba en la universidad de la gastronomía - Encuentros François Rabelais, Torres, 9 de noviembre de 2013

## Algunas acciones
Denunciando la ausencia o una subrepresentación de las mujeres en las instancias de decisión, La Barba desarrolla regularmente acciones en los sectores de la política, de la economía, de los medios de comunicación y de la cultura. 
- El 29 de mayo de 2008, La Barba se manifiesta frente el Palacio Brongniart, sede de la Bolsa en París, con ocasión de la asamblea general de los accionistas del grupo Casino.[22]

- El 17 de noviembre de 2008, mientras que el mundo está en plena crisis financiera, La Barba tiene como objetivo el mundo de las finanzas en el teatro Marigny de París, durante la entrega de los «BFM Awards».[23]

- La legitimidad de la acción es a veces inmediatamente reconocida, como el 4 de febrero de 2009 en el Palacio de Congresos de París, durante el Salón de los Empresarios: después de la intervención improvisada de La Barba, el colectivo es ovacionado por el público y saludado desde la tribuna con un «El mensaje ha sido recibido » Tras la sorpresa causada por la aparición de los Barbudos se reconoce en el micro su «forma de emprendimiento y de asumir el riesgo». Un reconocimiento confirmado por la publicación, con el logo del Salón de los Empresarios, del vídeo oficial de tres minutos de esta acción, de toda evidencia filmada por las cámaras acreditadas del Salón de los Empresarios, vista la diversidad de los encuadres.[24][25]  La Barba estuvo nuevamente presente en el Salón de los Empresarios en Nantes, en noviembre de 2010 .[26]

- El 16 de abril de 2009, una decena de militantes ocuparon la entrada de la asamblea general de L'Oréal para denunciar la poca presencia de mujeres en el consejo de administración del grupo,.[27][28]

- La Barba interrumpió, el 7 de febrero de 2010, un debate organizado por el semanario Nouvel Observateur y la radio France Culture.[6]

- El 7 de diciembre de 2010, La Barba convoca una concentración frente la Casa de Radio de Francia con el fin de denunciar que ninguna mujer figura entre las ocho nominados al título de «personalidad cultural del año 2010», según un sondeo establecido para la radio de servicio público.[29][30]

- El 24 de febrero de 2011, una acción tiene lugar lejos de París, a Montauban. Cuatro mujeres que se reclaman de La Barba se cuelan en el consejo general de Tarn y Garona, compuesto exclusivamente por hombres.[31]

- El 21 de mayo de 2011, una decena de días después del comienzo del caso Dominique Strauss-Kahn, La Barba inicia con Osez el féminisme ! una petición publicada en Le Monde, donde denuncian «la actitud cotidiana de propósitos misógenos por parte de personalidades públicas».[32] Está firmada por Audrey Pulvar, Clémentine Autain, Florence Montreynaud, Annick Cortado, Annie Ernaux y Florence Foresti. Dos días más tarde, la Barba participa en una manifestación feminista en París, que reúne 2000 personas.[33]

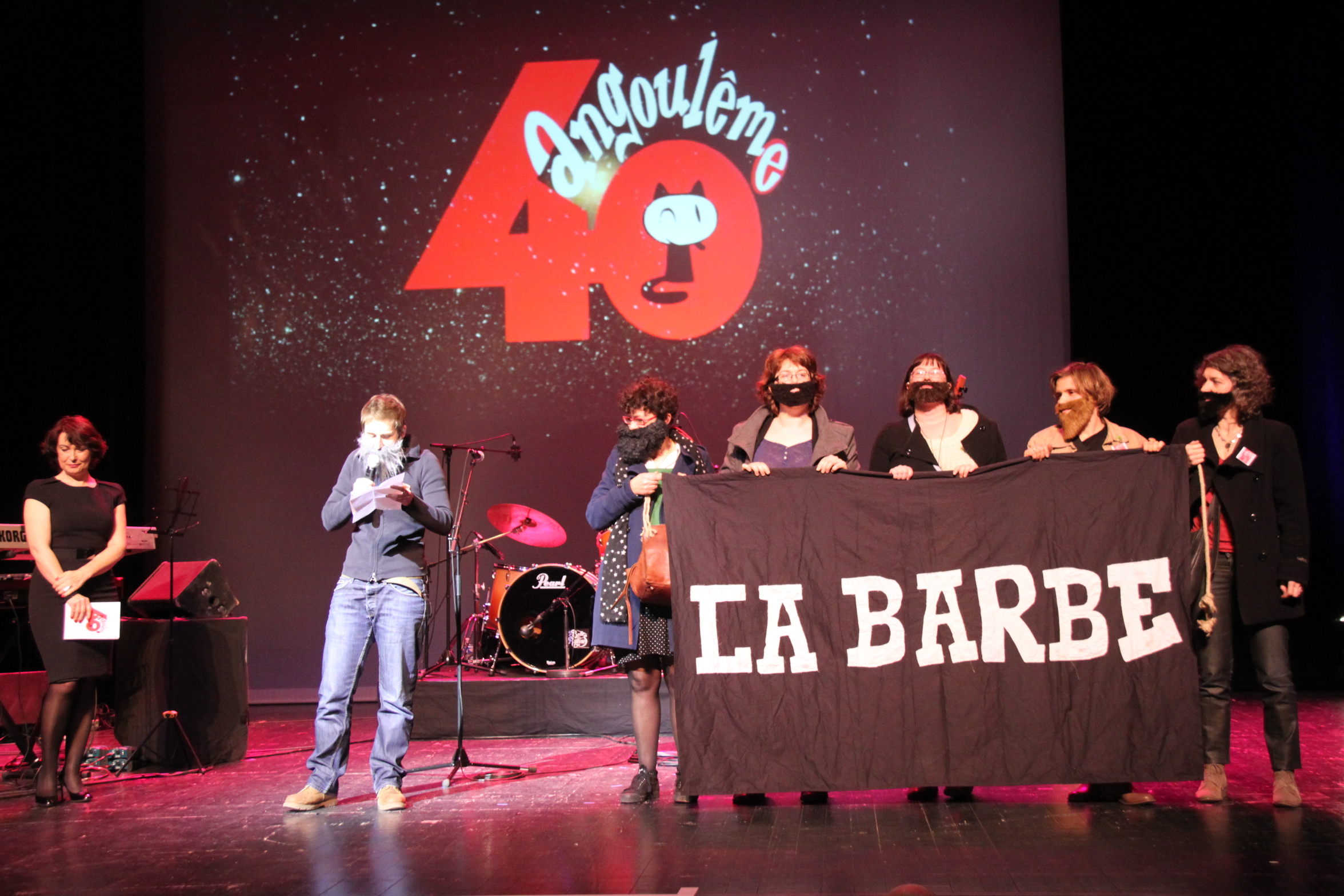
Acción de la Barba Aquitania: el Festival internacional del cómic de Angulema (FIBD) tiene desde su creación atribuido su gran premio a 45 autores que son 43 hombres: el premiado preside el jurado el año siguiente. Angulema, 31 de enero de 2013. Ceremonia de apertura del festival

- En el Festival de Cannes 2012

En el Festival de Cannes 2012, La Barba recuerda que su campo de acción implica también la cultura. El diario Le Monde publica el 12 de mayo de 2012 una tribuna a iniciativa de La Barba, titulada "En Cannes, las mujeres muestran sus bobinas, los hombres, sus películas". Firmado por la actriz Fanny Cottençon, la escritora Virginie Despentes y la realizadora Coline Serreau, este texto denuncia que las veintidós películas de la selección oficial del 65.º festival de Cannes han sido realizadas por veintidós hombres. 
Publicado varios día antes de la apertura del festival el contenido de la tribuna fue recogido por numerosos medios de comunicación franceses y extranjeros. ¿El cine francés es imósegino se interroga el periódico en línea Slate. En Estados Unidos la tribuna de La Barba se une a una petición que interpela a los responsables del festival de Cannes sobre la ausencia de mujeres realizadoras en la selección oficial. La petición está firmada por la líder feminista Gloria Steinem, la realizadora Gillian Armstrong y la productora Darla K. Anderson.
Al día siguiente de la publicación del texto de La Barba el delegado general del festival, Thierry Frémaux se defendió del sexismo en el semanario L'Express. El debate llega hasta Aurélie Filippetti: la ministra de Cultura recién nombrada en el gobierno de François Holland es interrogada sobre el tema. Finalmente el 21 de mayo un grupo de militantes con barbas postizas se manifiestan en la alfombra roja del Palacio de los Festivales y de Congresos de Cannes.
- En el teatro del Odeón en 2012

El colectivo La Barba hizo intrusión el 4 de junio de 2012 en el escenario del Teatro del Odéon, dirigido por Luc Bondy que presentaba una temporada de 14 espectáculos: 14 piezas firmadas por 14 hombres y puestas en escena por 14 hombres. Se denunció el desvío en provecho del género masculino, de las subvenciones públicas relativas a la creación y al espectáculo, mientras en paralelo la SACD (sociedad de autores francesa)  publicó el documento « Donde son las mujeres ? », que divulgaba estadísticas irrefutables. El 25 de octubre de 2012, la escritora canadiense Nancy Huston apoyaba lo ofensiva de La Barba sobre el teatro masculino, denunciando en Liberación la obra que inauguraba la temporada del Odeón, una obra de Harold Pinter en la que cinco hombres, « en cuanto llega una mujer, cesan de pelearse y se ponen de manera mágica de acuerdo: es una puta. » Se denuncia en esta carta abierta a Luc Bondy la expresión de una laxitud ante un repertorio androcéntrico, anacrónico, monótono y ciego a la evolución social. Esta acción de La Barba puso énfasis en la reivindicación de firmas femeninas, con respecto a la escritura y a la puesta en escena. La carta de Nancy Huston pone en el foco un tercer aspecto:  no hay dos sino tres categorías:  las mujeres autoras, las escenógrafas y las actrices quienes tienen el reto de evitar que el dinero público de la cultura sea confiscado por los hombres. Efectivamente, en la pieza de Pinter elegida por Luc Bondy, sólo hay un papel femenino frente a cinco papeles masculinos. Esta disparidad afecta desgraciadamente al conjunto del repertorio masculino, en una proporción general que no ha sido estudiada ni establecida ; el desequilibrio es sensible a los ojos del público espectador del teatro.
- En la radio y la televisión

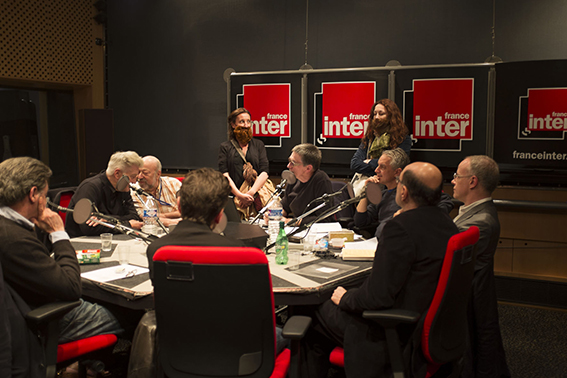
Acción del grupo feminista La Barba en directo durante la emisión de Francia Inter - París, domingo 4 de mayo de 2014, 12 h 20

Las acciones del colectivo pusieron de manifiesto la masculinización de los equipos de dirección en Radio France y en France Televisions, en RTL reclamando la paridad con diversas acciones.
- En las ciencias políticas

En dos ocasiones, el 5 de abril y el 25 de octubre de 2012, La Barba ha irónicamente saludado la composición viril del equipo de dirección del Instituto de estudios políticos de París. La paridad a la dirección de este organismo se considera estratégica dado que forman a personas clave del país que posteriormente marcarán opinión.

## 2013- actualidad: acciones

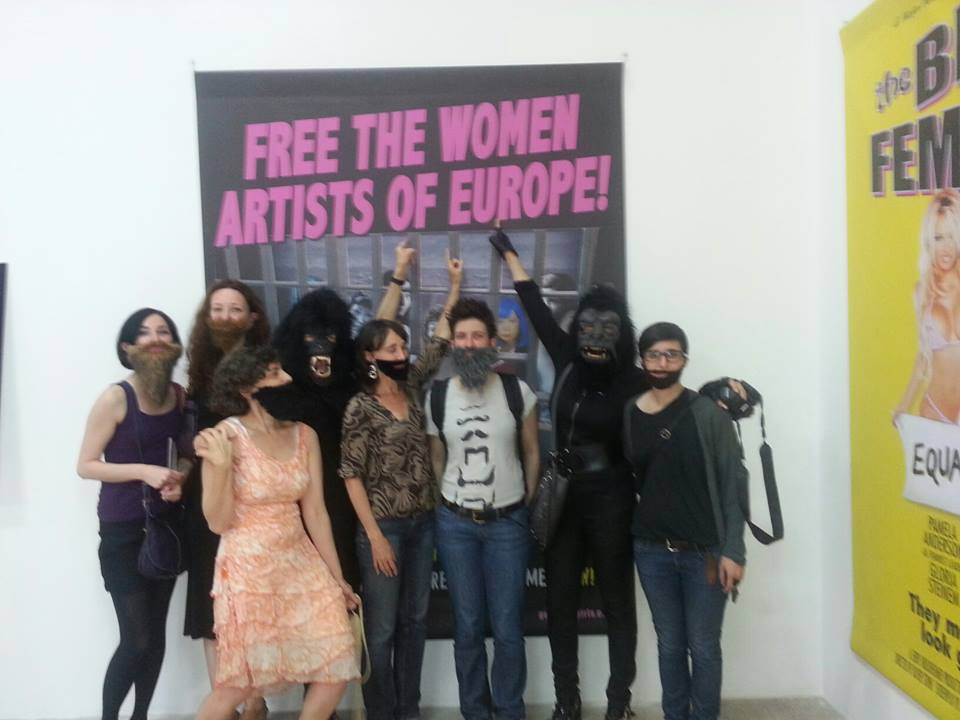
La Barba junto a las Guerrilla Girls en el palacio de Tokio (París, 20 de junio de 2013).

En 2013 y 2014, el grupo prosigue sus acciones con los objetivos de la gastronomía, el arte contemporáneo, con la visita del palacio de Tokio y de la Fundación Cartier, el cómic (Festival de Angulema), los matemáticos (Instituto Henri-Poincaré) además de la música, con una intervención en el escenario de la ópera La Bastilla, seguida algunos días más tarde de una visita a la sala Pleyel, durante el anuncio de una temporada donde participarían 102 directores de orquesta de los cuales 99 eran hombres.
En 2014 se publica la obra colectiva "La Barbe, Cinq ans d'activisme feministe" recogiendo las acciones del grupo desde su creación y dando cifras de la hiper-representación masculina sector por sector  arte y cultura, empresa, economía, enseñanza superior, justicia, medios de comunicación, ONG; sector humanitario, política, ciencia, deporte.

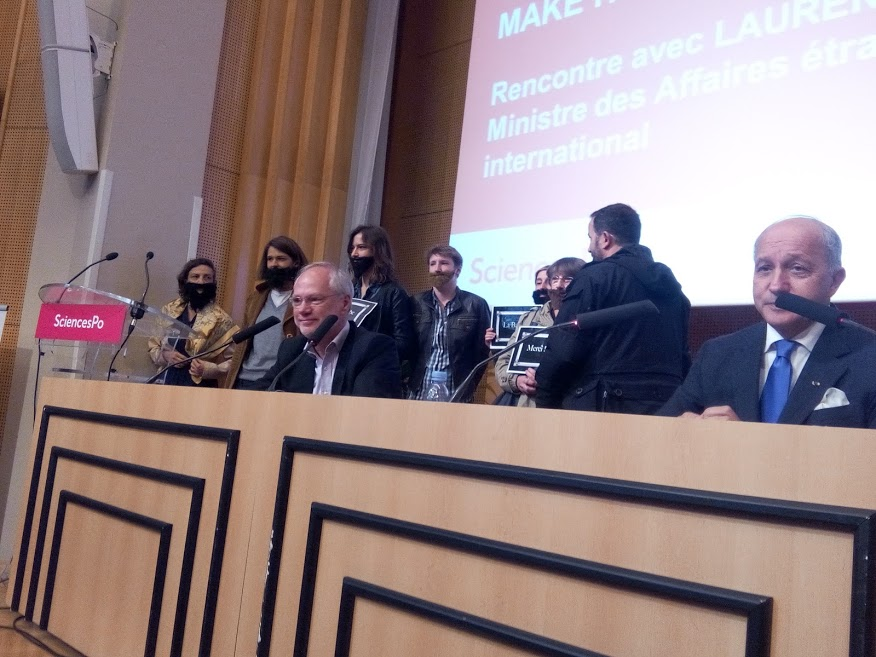
Laurent Fabius y Laurent Joffrin, sorprendido el 03 10 2015 por el grupo de acción feminista La Barba -

« Pero quien cuidará a los niños ?  Ocho años después de que Laurent Fabius lanzara esta "boutade" mientras Ségolène Royal era candidata presidencial, el colectivo La Barba encuentra la ocasión de señalar a su « ídolo » , «este gran inspirador del feminismo» poniendo en evidencia el déficit de embajadoras en la diplomacia francesa.
En 2015 La Barba ! refuerza su visibilidad con una web renovada, que da acceso a los textos de los tracts leídos durante la subida a las tribunas, y a las cifras que los apoyan.
Entre las acciones notables del colectivo han tenido como objetivo los foros organizados por el periódico Liberación, donde se observaba una sobre-representación sistemática de oradores masculinos.  El 25 de septiembre de 2016 el colectivo irrumpió en el foro Libé BHV « Citadins, Citoyens » que contaba con 14 hombres entre 15 intervinientes. Leen un manifiesto titulado « Les For’hommes de Liberación » con tono panfletario. Su retórica de ironía, por ejemplo, afirma que "las páginas de Libé a veces se visten con atuendos feministas, pero afortunadamente, es por diversión. "

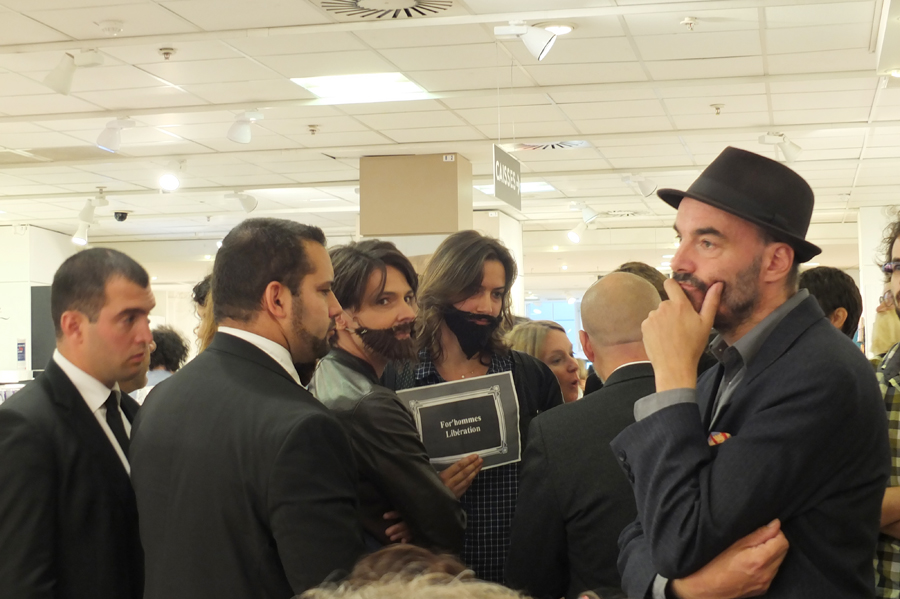
Los For'hombres de Liberación - Barbues con vigilantes después de acción de La Barba, en el Foro BHV el 25 de septiembre de 2016

En otoño de 2016, la galería Michèle Didier reúne a La Barba y las Guerrilla Girls en una exposición. El vernissage fue seguido por un coloquio en el que participanlas activistas de La Barba !, de Femen y de las Guerrilla Girls, así como Fabienne Dumont historia de arte contemporáneo (Des Sorcières comme les autres, 2014) y Deborah De Robertis. La fotógrafa Marie Docher, Camille Morineau, conservadora del Centro Georges Pompidou, comisaria de elles@centrepompidou y de la exposición Niki de Saint Phalle, presentó la fundación Aware, que destina fondos a financiar mujeres artistas y en incorporarlas en la historia del arte. 
En enero de 2019 el grupo La Barba irrumpió en la conferencia de la Academia de las Ciencias y de las Letras de Toulouse para denunciar la misoginia y el machismo de los medios intelectuales. 
En una declaración, las activistas "«felicitaron, no sin ironía, a los miembros de la Academia que, aunque se vieron obligados» a fingir el modernismo y la pluralidad al permitir, de manera incidental, que alguna Filaminta penetrara en el recinto sagrado del conocimiento ", Han logrado un año 2018 "completamente a gloria del sexo fuerte". Exponiendo las siguientes cifras: el 86 % de los conferenciantes invitados eran hombres, el 77 % de los miembros de la ejecutiva son hombres, el 75 % de miembros titulares, el 100 % de los miembros honorarios son hombres y especialmente el 100 % de los presidentes en 378 años son hombres.